# 鯤鵬
鯤，又称鹏、大鹏、鹏鸟、鲲鹏，是中國传说中北冥奇大无比的神魚，出水則化為鵬鳥。

## 起源和描述
中国的“鹏”字，根据《說文解字》、《字林》等典籍乃“凤”的古字。《說文解字》曰：“凤飞，群鸟从以万数，故以朋为朋党字。”可见“鹏”左边的“朋”来自它群鸟之王的地位。就字源而论，可以推测大鹏和凤凰源自先民的同一种鸟图腾，後來带上不同特征逐渐分化。对大鹏的正面记载毫无疑问始于《莊子·逍遥游》：“北冥有鱼，其名为鲲。鯤之大，不知其几千里也。化而为鸟，其名为鹏。鹏之背，不知其几千里也；怒而飞，其翼若垂天之云。是鸟也，海运则将徙于南冥。南冥者，天池也。”而《神异经·中荒经》里描述的大鸟“希有”，也与大鹏有相当的关系：“昆仑之山有铜柱焉，其高入天，所谓“天柱”也，围三千里，周圆如削。下有回屋，方百丈，仙人九府治之。上有大鸟，名曰希有，南向，张左翼覆东王公，右翼覆西王母；背上小处无羽，一万九千里，西王母岁登翼上，会东王公也。”《水经注》引《神异经》又加上了“其鸟铭曰：有鸟希有，绿赤煌煌，不鸣不食，东覆东王公，西覆西王母，王母欲东，登之自通，阴阳相须，惟会益工。”此鸟有绿、红双色，不鸣叫也不进食。仅仅背上小片没羽毛的地方就有一万九千里宽广，可见它体形多么庞大。

## 象征意义
后世诗人以大鹏为高远志向、豪放气概的象征。如阮修《大鹏赞》中有“志存天地，不屑唐庭。鸴鸠仰笑，尺鷃所轻。超世高逝，莫知其情”的句子。借大鹏来抒发蔑视官宦、抱负超远的心境。而李白的“大鹏一日同风起，扶摇直上九万里”（《上李邑》）更是千古传诵。直至如今，汉语中仍有“鹏举”、“鹏程”之类的词语，借喻远大的前程和抱负。

## 佛教影响
佛教传入中国后，中国民间信仰中逐渐出现了大鹏金翅鸟这一神话形象。这主要源于古印度的神鸟迦楼罗（Garuda），也糅合了大鹏的特征。在印度神话中，迦楼罗身长八千由旬，翼长四千由旬，以龙为食，能任意穿梭宇宙，为毗湿奴坐骑。而对大鹏金翅鸟的描绘多见于明清小说，著名的有《西游记》中狮驼国的三大王，称为“云程万里鹏”，能够“抟风运海，振北图南”（这八个字源于《莊子》），扇一翅有九万里，和如来佛祖有渊源（这又源于印度传说）。《说岳全传》中，大鹏金翅鸟因在佛祖座前嫉恶如仇，啄死女土蝠，被贬往东土投胎，生为岳飞。《说唐》中，隋唐第一条好汉李元霸便是大鹏金翅鸟转世。《封神演义》中大鹏称为“羽翼仙”，贪吃好杀，后被燃灯道人收伏。《喻世明言》中张道陵化为大鹏，震慑住鬼帅变的八条大龙。

## 漢族以外的傳說
藏族创世歌谣《斯巴形成歌》的歌詞內提及“最初斯巴形成时，天地混合在一起，分开天地是大鹏，……”而关于藏族远古象雄六大氏族“琼”的起源，在典籍中也有记载“报身化身慧明王，化作三鹏空中游，栖落象雄花园内，象雄人们大惊喜，从未见过此飞禽，老人称其有角鹏。三鹏飞返天空时，爪地相触暖流闽，黑白黄花四蛋生，每孵幼童叫琼布。”其余版本大鹏卵生人而为始祖的神话也在各个支系流传。故推測大鹏和藏族的创世神话有关。而苯教神话中，大鹏称为“曲”，它与恶龙相斗，在《格萨尔王传》也有出现。这与印度以龙为食的伽楼罗是否有无联系，仍有待考证。
纳西族东巴神话中，大鹏称为“休曲”，与狮、龙等作为护法神守护含依巴达神树。在《鹏龙争斗》传说中，休曲制服了高傲的署神（纳西族的龙神）。它还出现在东巴教的木牌画与纸牌画上。
在满族《多龙格格》神话中，一群黑色的大鹏给人类带来灾难。弓箭神在神鹊的指引下，射杀大鹏，为民除害。